# Ґоте
Ґоте (яп. 後手 — остання рука) — це хід з втратою темпу у ґо, тобто хід, на який суперник не має відповідати, отримуючи сенте.

## Значення
- хід, що призводить до втрати ініціативи, оскільки суперник не має на нього відповідати.
- стан втрати ініціативи після зіграного ходу чи послідовності ходів, на яку суперник не має відповідати («закінчити в Ґоте»).
- позиція, гра в якій призведе до втрати ініціативи.